# Wojciech Gawłowski
Wojciech Gawłowski (ur. 20 grudnia 1953 w Ostrowie Wielkopolskim) – polski poeta, laureat medalu im. Stanisława Grochowiaka. W twórczości podejmuje wątki historiozoficzne, etyczne, wanitatywne, zawiera nawiązania do rodzinnego miasta.

## Życiorys
Absolwent Liceum im. Reymonta w Ostrowie oraz Wydziału Prawa UAM w Poznaniu. Po studiach zamieszkały w Ostrowie.
Debiutował w roku 1977. Pierwszy tomik poezji, Błędnik równowagi, wydany został w roku 1978 w serii Pokolenie, które wstępuje. Otrzymał za niego medal im. Stanisława Grochowiaka za najlepszy debiut roku. Publikował w czasopismach literackich: Nowy Wyraz, Życie Literackie, Odgłosy, Integracje, Nurt, W drodze, Topos, Arcana. Jest członkiem Stowarzyszenia Pisarzy Polskich. W 2016 nominowany do Orfeusza – Nagrody Poetyckiej im. K.I. Gałczyńskiego. W 2019 r. Kapituła Nagrody im. ks. Jana Twardowskiego przyznała mu wyróżnienie za tom wierszy Muzeum dusz czyśćcowych.

## Twórczość
- Błędnik równowagi, Warszawa 1978,
- Przypisy do przepowiedni, Kalisz 1985,
- Zmienna losowa, Poznań 1985,
- Prowincja zimowego zmierzchu, Ostrów Wielkopolski 1993,
- Zapach gasnącej świecy, Bydgoszcz 2000,
- Podania, życiorysy, legendy i baśnie, Sopot 2000,
- Głosy, obrazy i sny, Poznań 2003.
- Prowincja ostrów miasta, Ostrów Wielkopolski 2008
- Lunapark nieśmiertelności, Sopot 2011
- Różo szronu, Ostrów Wielkopolski 2015
- Muzeum dusz czyśćcowych, Sopot 2018